# AMD Am586
AMD Am586 (někdy také Am5x86) je poslední pinově plně x86-kompatibilní procesor společnosti AMD, který konkuroval procesorům Intel 80486. Byl uveden na trh v roce 1995 a jednalo se o vylepšený procesor AMD Am486. Vyráběn byl technologií 350 nm, disponoval 16 KB L1 cache, jeho vnitřní frekvence byla čtyřnásobná. Byl pinově kompatibilní s deskami pro procesory 486 (na deskách s podporou napětí 5V vyžadoval regulátor napětí), díky čemuž představoval relativně výkonný a levný upgrade stávajících procesorů. Am586 s frekvencí 133 MHz měl výkon na úrovni Pentia 75 MHz.
Procesor byl vhodný i pro přetaktování, běžné byly rychlosti kolem 160 MHz, zaznamenány jsou i úspěšné pokusy s 200 MHz.
AMD přestalo tento procesor vyrábět až v roce 1999, jeho deriváty jsou stále vyráběny [kdy?] jako mikrokontroléry.